# サミー・ザ・シャンター
サミー・ザ・シャンター (Sammy the Shunter) は、英国の女性作家アイリーン・ギブによって作られた擬人化された架空の蒸気機関車のキャラクター・絵本である。1949年から1965年にかけて英国の出版社イアン・アランにて出版された。

## 概要
サミーは英国にあるスリーピング・サンベリーという架空の町にいる赤い塗装と緑の車輪、黄色いドームを持つ
車軸配置2-4-2タンク機関車として描かれている。サミーは世界の様々な場所を冒険する物語で、30ページ構成としているもの
が多いが「Sammy the Shunter Bumper Book」は60ページ近い内容となっている。
サミーは本編以外にもギブによって描かれた『My Trains Book』の｢Holiday Train｣、｢Sammy on the Christmas Tree｣にも登場する。

## 登場キャラクター
サミー
サミーは本作品の主人公で、赤い塗装に緑の車輪、黄色いバッファ、側面に黄色の銘板のある人懐っこい2-4-2タンク機。第一巻"Sammy Gets Streamlined"では塗装変更前は錆びており、109846という番号だった。
バフィン
バフィンはサミーの機関士でサミーの冒険に付いてくる優しい老人である。"Sammy Gets Streamlined"ではフライング・スコッツマンを運転するはずだったと記述されている。野生動物が苦手である。
プラム
プラムはスリーピング・サンベリー駅の駅長で短気で厳しい性格である。初期はサミーを番号で呼んでいたが、優しい一面もある。

## 単行本
- Sammy Gets Streamlined(1949)
- Sammy Goes to the Circus(1950)
- Sammy Goes to Sea(1951)
- Sammy Goes to America(1951)
- Sammy Goes to Fairyland(1952)
- Sammy Meets Father Christmas(1952)
- Sammy Goes to School(1953)
- Sammy Sees the Doctor(1954)
- Sammy and the Old Engines(1954)
- Sammy the Shunter Bumper Book(1954)
- Sammy Joins the Scouts(1955)
- Sammy Goes to the Pole(1957)
- Sammy Saves a Railway Line.(1965)

## 関連商品
1950年代にジグソーパズルが2種類発売された。